# غاري أنفي
غاري أنفي (بالإنجليزية: Palatal nasal)‏،صامت غاري أنفي مجهور مستخدم في بعض من اللغات المحكيّة، يُرمز له بالأبجديّة الصوتيّة الدوليّة بالرمز (ɲ)[بحاجة لمصدر]، وبأبجدية مناهج تقييم الكلام الصوتية الموسعة بالرمز (J).

## ملامح الصوت
1. صامت أنفي، وهذا يعني أن الهواء يخرج من خلال الأنف، وتحدث ما يشبه الرنّة أو الغنّة في الأنف.
2. صفة الصوت غاريَّة ، وهذا يعني أنّ الصوت ينطق بواسطة اقتراب وسط اللسان من الغار.
3. الصفة اللفظية مجهور، وهذا يعني أنّ الحبال الصوتيّة تهتز أثناء نطق الصوت.
4. تقنية تدفق الهواء رئويّة، وهذا يعني أنّ الصوت ينطق الحرف عن طريق دفع الهواء بواسطة الرئتين والحجاب الحاجز فقط، كمعظم الأصوات تقريباً.

## ظهور الصوت
يظهر هذا الصوت في عدة لغات منها:
| اللغة      | الكلمة                   | أصد         | المعنى والملاحظات                                                       |
| ---------- | ------------------------ | ----------- | ----------------------------------------------------------------------- |
| الصينية    | ˥˨女人/gniugnin          | ȵy˩˧ȵiȵ     | امرأة                                                                   |
| التشيكية   | kůň                      | kuːɲ        | حصان                                                                    |
| الهولندية  | oranje                   | oˈrɑɲə      | برتقال (ليس في كل اللهجات)                                              |
| الفرنسية   | agneau                   | äˈɲo        | حمل (يُكِتَبُ gn)                                                           |
| اليونانية  | πρωτοχρονιά/prōtochroniá | pro̞to̞xro̞ˈɲ̟ɐ | رأس السنة الجديدة                                                       |
| الإيطالية  | bagno                    | ˈbäɲːo      | حمّام (يُكِتَبُ gn)                                                          |
| اليابانية  | 庭/niwa                  | n̠ʲiwᵝa      | حَديقة                                                                   |
| الإسبانية  | enseñar                  | ẽ̞nse̞ˈɲär    | عَلَّمَ (اُنظر أصد للإسبانية)                                                |
| الكورية    | 고니/goni                | ko̞n̠ʲi       | بَجَعة                                                                    |
| النرويجية  | mann                     | mɑɲː        | رَجُل                                                                     |
| السواحيلية | nyama                    | ɲɑmɑ        | لحم                                                                     |
| البرتغالية | banho                    | baɲo        | حمام (اُنظر أصد للبرتغالية) كما يمكن تحقيق هذا الصوت بنبر /ni/ قبل صائت. |